# Feuchy
Feuchy ist eine französische Gemeinde mit 1.003 Einwohnern (Stand: 1. Januar 2022) im Département Pas-de-Calais in der Region Hauts-de-France. Sie gehört zum Arrondissement Arras und zum Kanton Arras-2. Die Einwohner werden Feuchyssois genannt.

## Geographie
Die Gemeinde Feuchy liegt vier Kilometer östlich des Stadtzentrums von Arras an der kanalisierten Scarpe, die die nördliche Gemeindegrenze bildet. Umgeben wird Feuchy von den Nachbargemeinden Athies im Norden, Fampoux im Nordosten und Osten, Monchy-le-Preux im Südosten, Wancourt im Süden, Tilloy-lès-Mofflaines im Südwesten und Westen sowie Saint-Laurent-Blangy im Nordwesten.

## Bevölkerungsentwicklung
| Jahr                       | 1962 | 1968 | 1975 | 1982 | 1990 | 1999 | 2006 | 2013 | 2022 |
| -------------------------- | ---- | ---- | ---- | ---- | ---- | ---- | ---- | ---- | ---- |
| Einwohner                  | 933  | 915  | 1299 | 1256 | 1198 | 1165 | 1075 | 1056 | 1003 |
| Quellen: Cassini und INSEE |      |      |      |      |      |      |      |      |      |

## Sehenswürdigkeiten
- Kirche Saint-Vaast
- Britischer Soldatenfriedhof „Orange Hill“

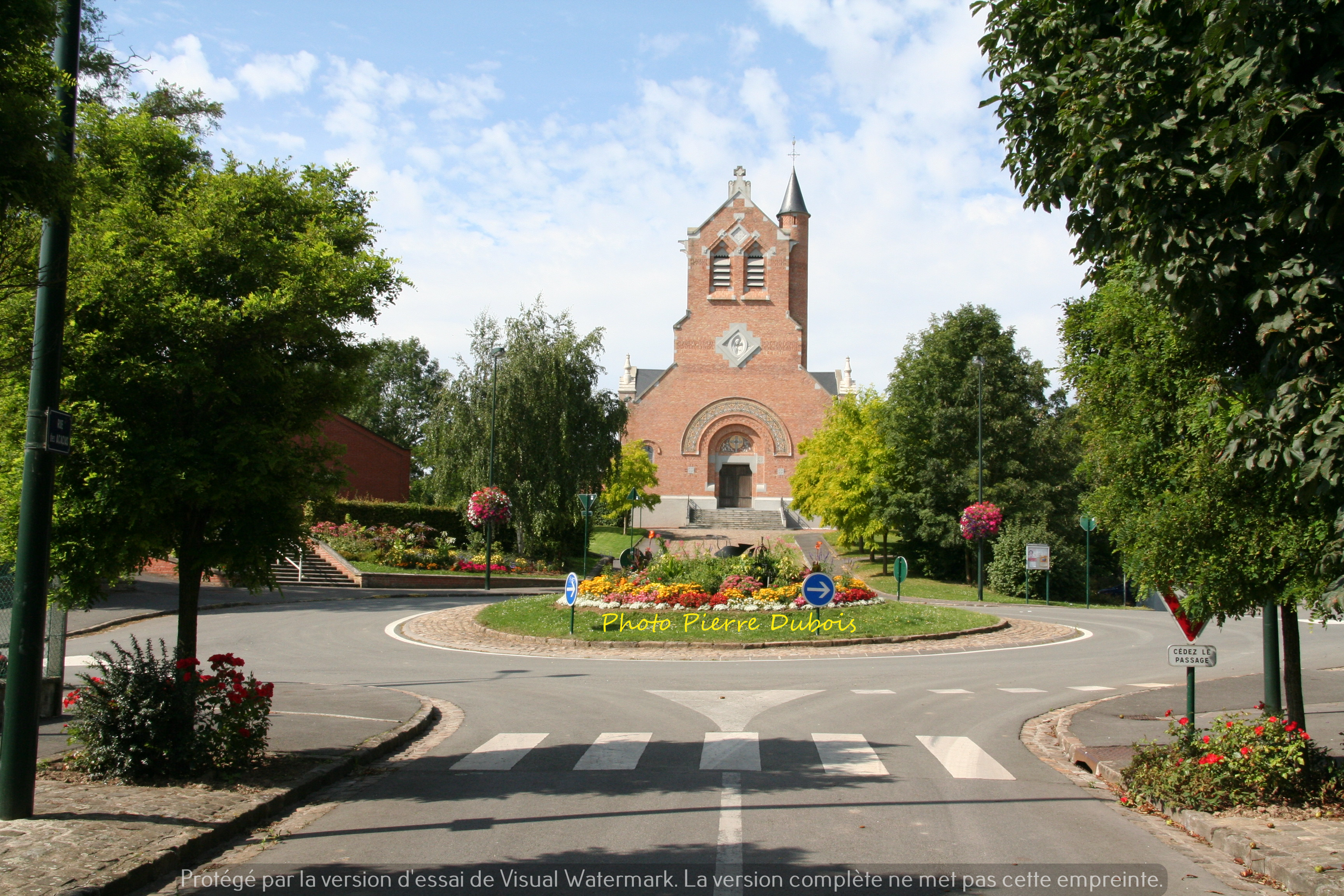
Kirche Saint-Vaast
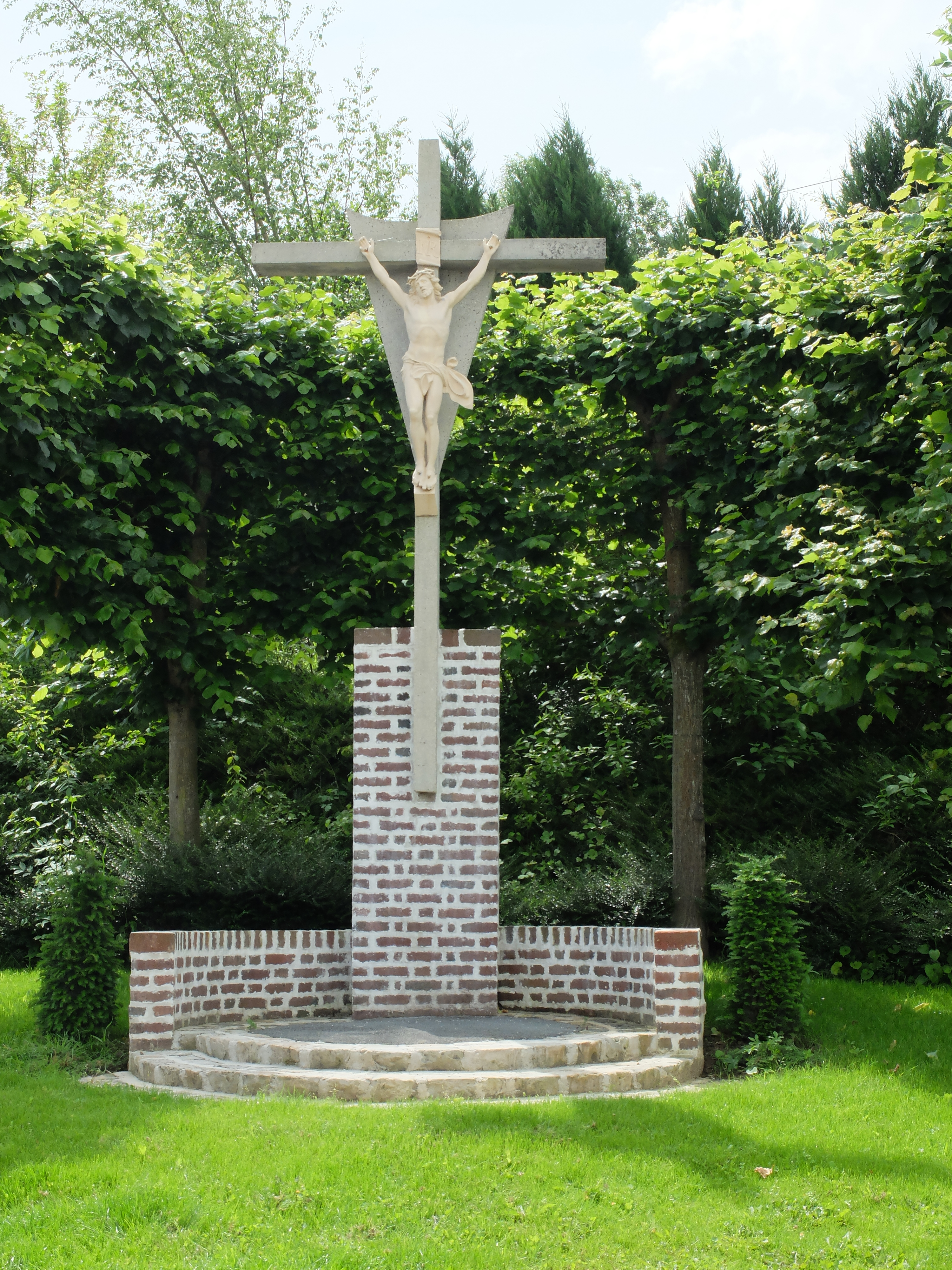
Calvaire
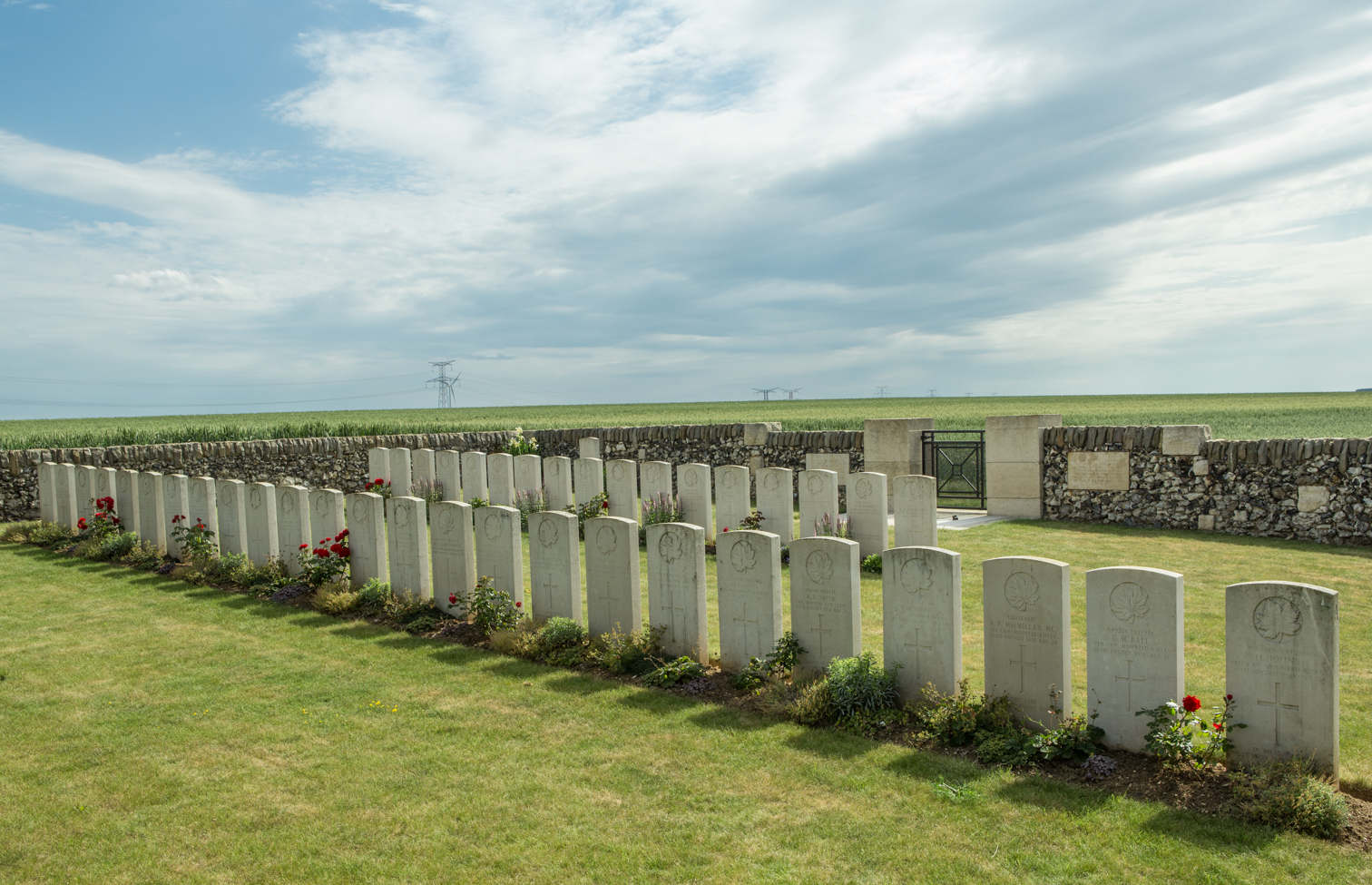
Orange Hill Cemetery